# Fernando J. Corbató
Fernando José (Corby) Corbató (født 1. juli 1926 i Oakland, Californien, død 12. juli 2019) er amerikansk datalog og pioner inden for styresystemer og tidsdeling. Corbató er især kendt for styresystemerne CTSS og Multics.
Corbató fik i 1950 en bachelorgrad fra California Institute of Technology og i 1956 en Ph.d. i fysik fra MIT. Corbató blev efter end uddannelse ansat på MIT, hvor han i i 1965 blev professor; Corbató er stadig tilknyttet MIT.
I starten af 1960'erne var Corbató på MIT med til at udvikle styresystemet CTSS (Compatible Time-Sharing System), et af de tidligste styresystemer med tidsdeling og et af de første der tillod flere brugere interaktiv adgang til samme maskine på samme tid. CTSS blev første gang demonstreret i 1961 og var i daglig brug på MITs Laboratory for Computer Science fra efteråret 1963.
CTSS blev inspiration for en lang række senere styresystemer. CTSS var i drift på MIT frem til 1973.
På grundlag af erfaringer fra CTSS startede Corbató m.fl. udvikling af et nyt styresystem – Multics. Multics-projektet havde ud over MIT deltagelse af Bell Labs og GE. Multics blev første gang demonstreret i 1969, og fra 1973 anvendte Honeywell (som havde overtaget GE's computer-forretning) Multics på sine maskiner.
Multics-projektet blev aldrig nogen kommerciel succes, men én af deltagerne i projektet var Ken Thompson fra Bell Labs. Da Bell Labs i 1969 trak sig ud af Multics-projektet brugte Thompson sin erfaring fra Multics som direkte inspiration for udviklingen af UNIX. 
Corbató modtog i 1990 ACMs Turing Award for pionerarbejde og ledende indsats i udviklingen af generelle styresystemer med tidsdeling og ressource-deling.